# Косиков, Пётр Макеевич
Пётр Макеевич Косиков (1909 — ?) — рабочий-футеровщик завода Иркутского совнархоза, Герой Социалистического Труда (1959). Депутат Верховного Совета РСФСР IV созыва от Иркутской области.

## Биография

### Трудовой подвиг
Указом Президиума Верховного Совета СССР «О присвоении звания Героя Социалистического Труда работникам нефтяной и газовой промышленности» от 19 марта 1959 года за выдающиеся успехи, достигнутые в деле развития нефтяной и газовой промышленности, присвоить звание Героя Социалистического Труда с вручением ордена Ленина и золотой медали «Серп и Молот» Косикову Петру Макеевичу